# Бад-Гарцбург
Бад-Гарцбург (нім. Bad Harzburg) — місто в Німеччині, розташоване в землі Нижня Саксонія. Входить до складу району Гослар.
Площа — 65,42 км2. Населення становить 21 754 ос. (станом на 31 грудня 2021).

## Відомі особистості
В поселенні народився:
- Вальдемар Кох (1880—1963) — німецький політик.